# Canale dell'Acqua Morta
Il canale dell'Acqua Morta, un tempo ramo secondario dell'Adige a Verona, prendeva il nome dal lento fluire delle sue acque. Interrato nell'Ottocento, il canale ha lasciato il posto all'attuale interrato dell'Acqua Morta, strada che ne ricalca l'antico percorso.

## Storia e descrizione
Fino in epoca protostorica quello dell'Acqua Morta era il ramo principale del fiume, ma prima della fondazione di Verona romana il letto del fiume subì una modificazione parziale e andò a stabilirsi sull'alveo attuale, mentre la sede più antica sopravvisse come ramo secondario del fiume andando, nelle epoche successive, a perdere progressivamente di portata e velocità.
Questo breve ramo si separava dal fiume presso il teatro romano e si ricongiungeva al ramo principale presso il ponte Navi, formando il cosiddetto Isolo, un'isola fluviale costituita da sedimenti ghiaiosi che in età medievale vide svilupparsi un fiorente quartiere urbano.
L'amministrazione comunale decise di interrare il canale a seguito della disastrosa inondazione di Verona del 1882, creando l'attuale strada chiamata "interrato dell'Acqua Morta".